# Involução (biologia)
Involução, contra-evolução, degeneração, entropia genética, ou evolução para trás, ou por vezes devolução, em biologia, é uma noção de que uma espécie pode se transformar em um "primitivo" ao longo do tempo. Involução presume que exista uma hierarquia preferencial da estrutura e função, e que a evolução deva significar "progresso" a organismos "mais avançados". Isso pode incluir a ideia de que algumas espécies modernas, que perderam funções ou complexidade, sejam formas degeneradas de seus antepassados.
As pessoas usam o termo de involução para criticar o comportamento do homem ao longo do tempo, como se a sua mente estivesse se transformando na mente de um animal. Foi defendido pelo geneticista Gerald Crabtree em tese chamada "nosso Fragil Intelecto"  na prestigiada universidade de  Stanford onde Crabtree lidera laboratório de pesquisas em neurologia. Nesta tese Crabtree defendeu que a humanidade está ficando cada vez mais retardada devido apenas uma mutação prejudicar em média 120 relações neurais, explicando o aumento exponencial de doenças neurológicas como depressão, espectro do autismo, alzheimer's, e tornando o filme idiocracia em uma ficção científica profética, agora  confirmada por um dos maiores geneticistas da atualidade (inclusive Crabtree foi o descobridor que um gene produz mais de uma proteína em 1982).  A banda Devo chamou atenção por formar este conceito. Seus integrantes acreditavam que a raça humana havia chegado a seu ápice  e estava "de-evoluindo", isto é, voltando à época das cavernas. Artes, músicas, linguagem e qualidade de inter-relações humanas parecem concordar com esta ideia.

## Involução e a Teoria da Evolução
Historicamente houve um momento da teoria evolutiva que ela se caracterizava pela evolução positiva e recentemente houve uma mudança para que fosse neutralista e contingencial, apesar de quando olhamos as bactérias em rochas pre-cambrianas de até 3,5 bilhão de anos, e os seres que se inciaram na famosa explosão cambriana na base das colunas sedimentares do chamado éon fanerozoico, percebemos uma complexificação média acontecendo. Em termos biológicos estritos, não há distinção entre "evolução" e "involução" dentro da Teoria da Evolução, pois a evolução biológica define-se apenas pelas mudanças e adaptações dos seres vivos ao ambiente ao longo do tempo, e não por uma "sequência de melhorias" com vistas em um objetivo final. A teoria da evolução biológica não tem um objetivo temporal, um objetivo teleológico, necessário à definição do que é "evoluído" ou do que é "primitivo", mas sim apenas um objetivo atemporal: sobrevivência nas condições ofertadas pelo meio. Assim, um ser evoluído, em termos biológicos estritos, é aquele que apresente as características necessárias à existência prolífica em seu habitat. Exemplificando, não se pode dizer que uma baleia seja uma involução de seus antecessores terrestres por ter "perdido" as pernas traseiras. Trata-se de um animal bem adaptado e por tal bem-sucedido em sua evolução tendo-se em conta o meio em que vive atualmente.
Em resumo, evolução em biologia não se define pelo "acréscimo" de partes aos seres existentes, e sim pelas mudanças que levam à adaptação e perpetuação. O ser humano não é uma "involução" dos seus antepassados pelo fato de ter perdido a cauda como uma característica fenotípica marcante (embora vários humanos apresentem, até hoje, caudas em seus fenótipos). Em termos biológicos, evoluir atrela-se também à "perda de partes" outrora adquiridas se vantajosas em virtude de alterações no ou do nicho ecológico do ser.

## Conceitos subjacentes de ideias de involução
A ideia de involução pode surgir de pensar que a "evolução" requer algum tipo de direção proposital no sentido de "complexidade crescente". A teoria da evolução moderna aceita a possibilidade de diminuir a complexidade no curso da mudança evolucionária, mas as opiniões anteriores de que as espécies estão sujeitas a "decadência racial" ou "involução" foram maioritariamente rejeitados. Primeiras teorias científicas de transmutação das espécies como lamarckismo e diversidade de espécies ortogênese percebida como resultado de uma unidade de propósito interno ou tendência a formar adaptações melhoradas para o ambiente, mas na evolução síntese evolutiva moderna através da seleção natural ocorre quando aleatória mutações hereditárias acontece para dar uma melhor chance de sucesso da reprodução no ambiente que surgem, enquanto as muitas mutações desvantajosas são perdidas.
involução presume que existe uma hierarquia preferencial da estrutura e função, e que a evolução deve significar "progresso" a "mais avançada" organismos. Por exemplo, pode-se dizer que "pés são melhores do que os cascos" ou "pulmões são melhores do que as guelras", para que a mudança para a estrutura "menos avançada" seria chamada "involução". Um biólogo evolucionista vê todas essas mudanças como evolução, já que para os organismos que possuem as estruturas mudaram, cada um é uma adaptação importante para as suas circunstâncias. Por exemplo, as unhas têm vantagens para executar rapidamente em planícies, o que beneficia os cavalos, e os pés têm vantagens em subir em árvores, que ancestrais dos seres humanos fizeram.
O conceito de involução como regressão do progresso se relaciona com as ideias antigas que nem a vida veio a existir através da criação especial ou que os humanos são o produto final ou o objetivo da evolução. A crença está relacionada com o antropocentrismo, a ideia de que a existência humana é o ponto de toda a existência universal. Tal pensamento pode levar à ideia de que as espécies evoluem porque "precisam", a fim de se adaptar às mudanças ambientais. Os biólogos se referem a este equívoco como teleologia, a ideia de finalidade intrínseca que as coisas estão "supostamente" para ser e se comportar de certa maneira, e, naturalmente, tendem a agir dessa forma para perseguir o seu próprio bem. Do ponto de vista biológico, se as espécies evoluem não é uma reação à necessidade, mas sim que a população contém variações com características que favorecem sua seleção natural. Esta visão é apoiada pelo registro fóssil que demonstra que cerca de 99% de todas as espécies que já existiram estão agora extintas.
As pessoas que pensam em termos de involução comumente assumem que progresso é demonstrado por uma complexidade crescente, mas os biólogos que estudam a evolução da complexidade encontrar evidências de muitos exemplos de diminuir a complexidade no registro da evolução. A mandíbula inferior em peixes, répteis e mamíferos tem visto uma diminuição na complexidade, se for medido pelo número de ossos. Ancestrais dos cavalos modernos tinham vários dedos em cada pé; cavalos modernos têm um único dedo, os cascos. Os seres humanos modernos podem se evoluir para nunca ter siso, e já ter perdido a cauda encontrado em muitos outros mamíferos - para não mencionar outras estruturas vestigiais, tais como o apêndice vermiforme ou da membrana nictitante.
Uma versão mais racional do conceito de involução, uma versão que não envolve conceitos de organismos "primitivos" ou "avançados", é baseado na observação de que se algumas alterações genéticas em uma combinação específica (por vezes em uma seqüência específica também) são precisamente inversa, deve-se fazer a inversão exata do processo evolutivo, gerando um atavismo ou "retrocesso", se mais ou menos complexos do que os ancestrais, onde o processo começou. A um nível trivial, onde apenas uma ou algumas mutações estão envolvidos, a pressão de seleção numa direção pode ter um efeito, que pode ser revertido por novos padrões de seleção quando as condições mudarem. Isso pode ser visto como a evolução invertida, embora o conceito não seja de muito interesse porque não difere de qualquer forma funcional ou eficaz a partir de qualquer outra adaptação a pressões de seleção. Como o número de alterações genéticas, no entanto, um efeito combinatório é que se torna infimamente improvável que o curso completo de adaptação pode ser invertida com precisão. Além disso, se uma das adaptações originais envolvidas perde completamente um gene, uma pode negligenciar qualquer probabilidade de reversão. Por conseguinte, pode-se esperar bem reversão de alterações de traços de cor salpicadas, mas não a inversão da perda de membros em cobras.

## História da involução
O conceito de involução ou evolução degenerativa foi usado pelos cientistas no século XIX, neste momento, acreditava-se pela maioria dos biólogos que a evolução tinha algum tipo de direção.
Em 1857 o médico Bénédict Morel influenciado por Lamarckismo alegou que os fatores ambientais, tais como drogas ou álcool produziriam degeneração na prole desses indivíduos, e que reverter os filhos a um estado primitivo. Morel, um católico devoto, tinha acreditado que a humanidade iniciou-se em perfeição, contrastando humanidade moderna ao passado, Morel afirmou que houve desvio Morbid de um tipo de original. A teoria da involução, mais tarde foi defendida por vários biólogos.
De acordo com (Luckhurst, 2005):
Darwin acalmou os leitores de que a evolução foi progressiva, e direcionado a perfectibilidade humana. A próxima geração de biólogos estavam menos confiantes ou consoladora. Usando a teoria de Darwin, e muitos rivais contas biológicas de desenvolvimento, então em circulação, os cientistas suspeitaram que ele fosse apenas possível a delegar, a escorregar de volta para baixo da escala evolutiva para estados anteriores de desenvolvimento.
Um dos primeiros biólogos que sugeriram a involução foi Ray Lankester, ele explorou a possibilidade de que a evolução por seleção natural pode em alguns casos levar à involução, um exemplo, ele estudou as regressões no ciclo de vida de ascídias. Lankester discutiu a ideia de involução em seu livro Degeneration: A Chapter in Darwinism (1880). Ele foi um crítico da evolução progressiva, salientando que formas superiores existiram no passado e que desde então degenerou em formas mais simples. Lankester argumentou que se fosse possível evoluir, também foi possível para devoluir, e que os organismos complexos poderiam transformar-se em formas mais simples ou animais.
Anton Dohrn também desenvolveu uma teoria da evolução degenerativa com base em seus estudos de vertebrados. De acordo com Dohrn cordados muitos estão degenerados devido às suas condições ambientais. Dohrn reivindicado ciclóstomos tais como lampreias são de-evoluções de peixes como não há nenhuma evidência o seu estado sem mandíbula é uma característica ancestral, mas é o produto de adaptação ambiental, devido ao parasitismo. De acordo com Dohrn, se cyclotomes seriam entregues ainda em seguida, iriam se parecer com algo como um anfioxo. 
Peter J. Bowler tem escrito que a involução foi levada a sério pelos defensores da ortogênese e outros no final do século XIX, que neste período de tempo acreditava firmemente que havia um sentido na evolução. Ortogênese era a crença de que a evolução viaja em tendências direcionadas internamente e em níveis. O paleontólogo Alpheus Hyatt discutiu o conceito de involução em seu trabalho, Hyatt utilizou o conceito de senilidade racial como o mecanismo de involução. Bowler define senilidade racial como um refúgio evolutivo de volta a um estado semelhante a partir da qual começou.
Hyatt, que estudou os fósseis de invertebrados acredita que até um ponto ammonoids desenvolvidos por etapas regulares até um determinado nível, mas, mais tarde, devido às condições desfavoráveis desceram de volta para um nível anterior, isto de acordo com Hyatt era uma forma de lamarckismo como a involução era uma resposta direta a fatores externos. Para Hyatt depois do nível da de-evolução da espécie, ocorre a extinção, segundo Hyatt, houve uma fase de juventude, uma fase de maturidade, uma fase de senilidade ou de-evolução prenúncio da extinção de um tipo. Para Hyatt a involução foi determinada por fatores internos que os organismos não podem controlar ou reverter. Essa ideia de todos os ramos evolutivos, eventualmente, ficar sem energia e de-evoluir em extinção era uma visão pessimista da evolução e era impopular entre muitos cientistas da época.
Carl H. Eigenmann um ictiólogo escreveu Cave vertebrates of America: a study in degenerative evolution (1909) em que ele concluiu que a evolução das cavernas era essencialmente degenerativa. O entomologista William Morton Wheeler ea lamarckiana EW MacBride (1866 - 1940) também defendeu a evolução degenerativa. De acordo com MacBride, invertebrados eram realmente de-evoluídos dos vertebrados, seu argumento foi baseado na ideia de que "rastejar no fundo do mar era inerentemente menos estimulante do que a natação em águas abertas.

## A lei de Dollo
Órgãos complexos evoluem ao longo de uma linhagem de muitas gerações e uma vez perdida, é improvável que re-evoluir. Esta observação é por vezes generalizada para uma hipótese conhecida como lei de Dollo, que afirma que a evolução não é reversível. Isso não significa que as soluções de engenharia similares não podem ser encontradas pela seleção natural. Por exemplo, a cauda dos cetáceos de baleias, golfinhos e botos que evoluíram a partir de mamíferos terrestres é uma adaptação da coluna vertebral para a propulsão na água. Ao contrário a cauda do ancestral marinho do mamífero, o Sarcopterygii, e os outros teleósteos, que se movem de lado a lado, a cauda do cetáceo se move para cima e para baixo à medida que flexiona a coluna de mamífero, mas a função da cauda no fornecimento de propulsão é notavelmente semelhante.

## Teoria da Degeneração
Johann Friedrich Blumenbach e outros monogenistas, como Georges-Louis Leclerc, Comte de Buffon eram crentes na "teoria da degeneração" de origens raciais, a teoria afirma que as raças podem degenerar em formas 'primitivas'. Blumenbach afirmou que Adão e Eva eram brancos e outras raças que surgiu por degeneração de fatores ambientais, como o sol e dieta pobre. Buffon acreditava que a degeneração pode ser revertida se o controle ambiental adequado foi tomado e que toda a forma contemporânea do homem poderia reverter para a raça original caucasiana.
Blumenbach reivindicou que a pigmentação Negróide surgiu por causa do resultado do calor do sol tropical. O vento frio fez com que a cor amarelada dos esquimós e os chineses estavam fracos em comparação com as outras unidades populacionais da Ásia porque mantiveram a maioria em cidades protegidas de fatores ambientais.
De acordo com Blumenbach há cinco raças, todas pertencentes a uma única espécie: Caucasianos, Mongolianos, Etíope, Americanos e Malaios. Blumenbach, no entanto, declarou:
Eu ter colocado o primeiro lugar para a branca porque este material exibe a raça mais bonita de homens.
De acordo com Blumenbach as outras raças devem ter degenerado do estoque caucasiano ideal. Blumenbach negou que sua "teoria da degeneração" era racista, ele também escreveu três ensaios alegando povos não-brancos são capazes de excelência em artes e ciências em reação contra racistas de sua época que acreditava que não podia.

## Uso criacionista
John C. Sanford, entre 1983 e 1986, que foi o inventor do sistema de biobalística de melhoramento genético juntamente com  Ed Wolf e Nelson Allen na Universidade Cornell, e Ted Klein da DuPont, abandonou o ateísmo e o evolucionismo darwinista,  se tornando criacionista da terra jovem, e passou também a defender a entropia genética dos seres vivos ( a involução como ele mesmo chama nesta entrevista) e  escreveu um livro intitulado Genetic Entropy & the Mystery of the Genome (2005), no qual ele afirma que o genoma está se deteriorando e, portanto, não poderia ter evoluído da maneira especificada pela síntese evolutiva moderna. Sanford publicou dois artigos revistos por pares de modelagem entropia genéticos juntamente com diversos cientistas a respeito
De acordo com os criacionistas cristãos, a involução é:
A teoria das origens com base na escritura que começa com a extrema complexidade de todas as coisas vivas no momento da criação. Isto foi seguido pela degeneração ea quebra de todas as coisas vivas no começo nível genético no curso (Gênesis 3) e continua até hoje com força aumentada.
O termo foi usado no jogo Inherit the Wind (uma parábola que ficcionaliza de 1925 Scopes "macaco" Trial), quando o personagem de Matthew Brady (representante de William Jennings Bryan) argumentou que Senhoras e senhores, a involução não é uma teoria, mas um fato frio... o macaco de-voluiu do homem, ironizando a teoria da evolução, oferecendo uma alternativa que ele considera como plausível. Durante o julgamento de Scopes em si, uma reportagem do The New York Times disse Depois reunindo para ver os macacos, Dayton decidiu que não era homem que evoluiu a partir do antropóide, mas o antropóide que desconcentrada do homem, e ele aponta agora nos dois chimpanzés e o "elo perdido" para provar a afirmação. A sugestão de macaco degenerando em "homem" já havia sido trazida pelo início de George criacionista da Terra jovem preço McReady em um trabalho publicado antes do julgamento:
Assim, por cada regra apenas de comparação e da analogia, bem podemos declarar que, se há alguma relação de sangue entre o homem e os macacos antropóides, é o último que se degeneraram da antiga, em vez de o ex ter desenvolvido a partir do último. Eu não digo que esta é a verdadeira solução do enigma, mas eu digo que há muito mais evidências científicas em favor dessa hipótese do que jamais foi a favor da teoria de longa popular de que o homem é um animal desenvolvido.
Um criacionista cedo para discutir a involução foi o ornitólogo Douglas Dewar, escrevendo sobre o assunto do registro fóssil do período carbonífero Dewar escreveu:
Alguns dos insetos do Carbonífero foram maiores do que qualquer agora existente uma do dragão-moscas tinha uma envergadura de 28 polegadas. Isto sugere involução ao invés de evolução!
A jovem Terra criacionista Ken Ham afirma Adão e Eva foi feitos em um estado de perfeição, com o DNA perfeito, sem erros ou mutações e que, por causa do pecado do homem contra Deus no Gênesis da Bíblia, que Deus amaldiçoou a terra e os animais e homem condenado para morrer. Ham afirma que este é o lugar aonde as mutações vêm, e a incrível quantidade de informação genética que Deus havia criado no início foi a devolver desde então, de acordo com organismos Ham na natureza são a perda de informação genética.
Os criacionistas como reivindicação Ham que mutações levam a uma perda de informação genética e isto é uma prova de descentralização. Ken Ham, por exemplo, afirmou:
Observações confirmam que as mutações esmagadoramente causar uma perda de informação, e não um ganho líquido, como a evolução requer.
Terra Jovem criacionista Joseph Mastropaolo, argumenta que a mudança ao longo do tempo, ‘uma definição‘ da evolução, na verdade descreve a involução à extinção, o oposto exato da evolução... Reais dados epidemiológicos de doenças genéticas humanas e defeitos de nascimentos fatais, identificarem 'natural seleção’, a alegada ‘principal mecanismopara a evolução, como na verdade um mecanismo para a involução à extinção, exatamente o oposto da evolução. E em outros lugares, A evolução é o desenvolvimento de um organismo de seus produtos químicos ou estado primitivo ao seu estado atual. involução é a seqüência para uma maior simplicidade ou o desaparecimento ou degeneração.
O criacionista autor Lee Spetner é um crítico do papel das mutações na síntese evolutiva moderna, ele argumentou em seu livro Not by Chance: Shattering the Modern Theory of Evolution que as mutações causam involução.
Peter Stoner uma terra antiga criacionista alegou que o universo era imensamente antigo, escrevendo sobre astronomia, ele escreveu que cada estrela está perdendo massa e energia, ele afirmou que a segunda lei da termodinâmica prova "involução cósmica".
Brian Regal involução associados com o trabalho do dentista e criacionista Jack Cuozzo. Cuozzo em seu livro Buried Alive (1998) afirma que a dentição Neanderthal prova que os neandertais viveram muito mais tempo que os humanos modernos e que os humanos modernos se transformaram, de acordo com Cuozzo parece como se mandíbulas humanas estão cada vez menores ao longo do tempo.
O conceito de involução também é encontrado nos ensinamentos do criacionismo hindu. Michael Cremo um membro da ISKCON é autor de um livro intitulado Human Devolution: A Vedic alternative to Darwin's theory, publicado pela Editora da ISKCON Bhaktivedanta Book, Cremo sugere que a evolução darwiniana deve ser substituída por "involução" da unidade original com Brahman.
Exemplos de involução citadas pelos criacionistas, incluem órgãos vestigiais, espinhela, Amblyopsidae eo oto Greta. Os biólogos evolucionistas apontam que exemplos como este não é evidências de desconcentração e os criacionistas não ter compreendido os mecanismos da evolução.

## Simplificando a Evolução
"Involução", o verbo "involuir" e o particípio passado “desconcentrado” são termos comuns na ficção científica para as mudanças ao longo do tempo em populações de seres vivos que os tornam menos complexo e remover algumas de suas adaptações anteriores. A terminologia utilizada aqui é não técnica, mas o fenômeno é real, mas contra-intuitivo, mais precisamente conhecido como racionalização evolução [carece de fontes]. Desde o desenvolvimento e manutenção de uma característica tal como um órgão ou um metabolito tem um custo de oportunidade, alterações no ambiente que reduzem a utilidade de uma adaptação pode significar que uma maior aptidão evolutiva é conseguida através da já não utilizando a adaptação, consequentemente, uma melhor utilização recursos. Isto requer uma mutação que inactiva um ou mais genes, talvez por uma mudança para a metilação de ADN ou de um codão de metionina. Racionalização evolução permite a evolução para remover recursos deixou de ser muito / qualquer uso, como um andaime em uma ponte concluída.
No entanto, a "involução" na prática, normalmente se refere a mudanças que ocorrem a partir de um problema não existente ao invés de soluções superiores existentes. Por exemplo, das várias centenas de espécies conhecidas de animais que vivem suas vidas inteiras na escuridão total, a maioria tem não-funcionais, em vez de olhos sem olhos. Isto é devido, por exemplo, a deterioração do nervo óptico. Isso ocorre porque as mutações que impedem a formação de olho têm baixa probabilidade. No entanto, várias espécies de animais sem olhos, como a Kauai cave wolf aranha, que vivem na escuridão total, e cuja ancestralidade maioria tinha os olhos, não existem. Juntamente com a duplicação de genes, agilizando evolução torna a evolução surpreendentemente capaz de produzir mudanças radicais, apesar de ser limitado a sucessivas e ligeiras modificações.